# Cuidador (atenció de llarga durada)
El cuidador de persones en situació de dependència és la persona que presta els serveis d'atenció de llarga durada a les persones en aquella situació. Aquest cuidador pot ser o un cuidador professional o un no-professional, d'aquest darrer tipus de cuidador solen ser majoritàriament dones familiars del dependent. El cuidador professional és aquell qui presta els serveis de forma professionalitzada dins d'unes estructures públiques, associatives, empresarials o com a treballadors autònoms, de manera que són anomenats professionals de l'atenció a les persones en situació de dependència. El cuidador no professional és anomenat informal o familiar i es caracteritza per no estar retribuïda.

## Salut
La feina dels infermers ocupats als dependents és una feina constatada com una feina amb molt d'estrés per la feina amb alts nivells de patiment del síndrome d'esgotament professional. Aquesta situació ha sigut diverses vegades objecte d'estudi.
Així, s'ha trobat que els factors que intensifiquen aquestes situacions són la falta de coneixements dels cuidadors i les condicions de treball com la falta de quantitat de personal i la gran càrrega de treball. Quant major era el grau de dependència del cuidat, major és el risc de patir ansietat i depressió i altres malestars psíquics perquè s'encarregaven durant més temps i menys suport social rebien.
Els factors que alleugereixen la incidència d'aquests són: que els gestors dels cuidadors els detecten es facen estratègies per al desenvolupament de la carrera professional dels treballadors, que es done formació, que tinguen un ambient que els done suport, l'empoderament psicològic i estructural dels infermers, que tinguen suport social fora del lloc de treball, que la seua feina siga valorada i que els seus superiors els donen suport.
L'estrès pel treball afecta a la satisfacció amb el treball i un estudi trobà que la relació amb el superior, segons siga percebuda com més positiva, afecta a la satisfacció amb el treball.
Un estudi fet en un centre de salut d'Espanya trobà que els cuidadors joves solien tindre pitjor qualitat de vida que els cuidadors majors. També trobà que els cuidadors consumeixen freqüentment fàrmacs per a calmar-se i poder dormir.